# Chattown
 Der er for få eller ingen kildehenvisninger i denne artikel, hvilket er et problem. Du kan hjælpe ved at angive troværdige kilder til de påstande, som fremføres i artiklen.

Chattown var navnet på en landsdækkende chatside som overtog efter Tele Danmarks Opasiachat som lukkede, til mange brugers skuffelse.
Chattown eksisterede som online-mødested i perioden 1996 – 2005. Med faste årlige fester og sammenkomster i Aalborg lang tid før online-datingsider begyndte at vise sig.
Chattown var privatejet og programmeret i PHP og optimeret til at yde maksimal hastighed uden tung grafik. Chattown.dk er genåbnet 31/5 2014 nu med nye ejere.